# Horace G. Snover

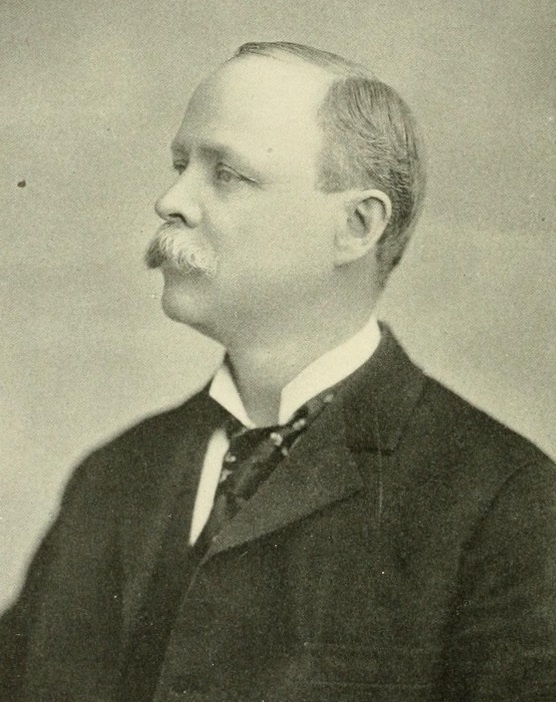
Horace G. Snover (1899)

Horace Greeley Snover (* 21. September 1847 in Romeo, Macomb County, Michigan; † 21. Juli 1924 in Port Huron, Michigan) war ein US-amerikanischer Politiker. Zwischen 1895 und 1899 vertrat er den Bundesstaat Michigan im US-Repräsentantenhaus.

## Werdegang
Horace Snover besuchte die öffentlichen Schulen seiner Heimat und das Dickenson Institute in Romeo. Danach studierte er bis 1869 an der University of Michigan in Ann Arbor. Nach einem anschließenden Jurastudium an der gleichen Universität und seiner im Jahr 1871 erfolgten Zulassung als Rechtsanwalt begann er in Wichita (Kansas) in seinem neuen Beruf zu arbeiten. Im Jahr 1873 zog er nach Romeo und 1874 nach Port Austin in Michigan. In beiden Städten praktizierte Snover als Anwalt. Außerdem wurde er im Bankgewerbe tätig. Zwei Jahre lang hatte er die Aufsicht über die öffentlichen Schulen in Port Austin. Zwischen 1881 und 1885 war er Nachlassrichter im Huron County.
Politisch war Snover Mitglied der Republikanischen Partei. Bei den Kongresswahlen des Jahres 1894 wurde er im siebten Wahlbezirk von Michigan in das US-Repräsentantenhaus in Washington, D.C. gewählt, wo er am 4. März 1895 die Nachfolge von Justin Rice Whiting antrat. Nach einer Wiederwahl im Jahr 1896 konnte er bis zum 3. März 1897 im Kongress verbleiben. In diese Zeit fiel der Spanisch-Amerikanische Krieg von 1898. Damals kamen auch die Philippinen und Hawaiʻi unter amerikanische Verwaltung.
Im Jahr 1898 verzichtete Horace Snover auf eine erneute Kandidatur. Nach seinem Ausscheiden aus dem US-Repräsentantenhaus zog er sich wieder aus der Politik zurück. Er verbrachte seine letzten Lebensjahre in Port Huron, wo er am 21. Juni 1924 verstarb.